# San Jorge de Sacos
Sacos (oficialmente y en gallego: San Xurxo de Sacos) es una parroquia del concello de Cerdedo-Cotobade, en la comarca de Tabeirós - Tierra de Montes, provincia de Pontevedra, Galicia, España.